# Ploudaniel
Ploudaniel is een gemeente in het Franse departement Finistère, in de regio Bretagne. De plaats maakt deel uit van het arrondissement Brest. Ploudaniel telde op 1 januari 2022 3.738 inwoners.

## Geografie
De oppervlakte van Ploudaniel bedroeg op 1 januari 2022 46,28 vierkante kilometer; de bevolkingsdichtheid was toen 80,8 inwoners per km².

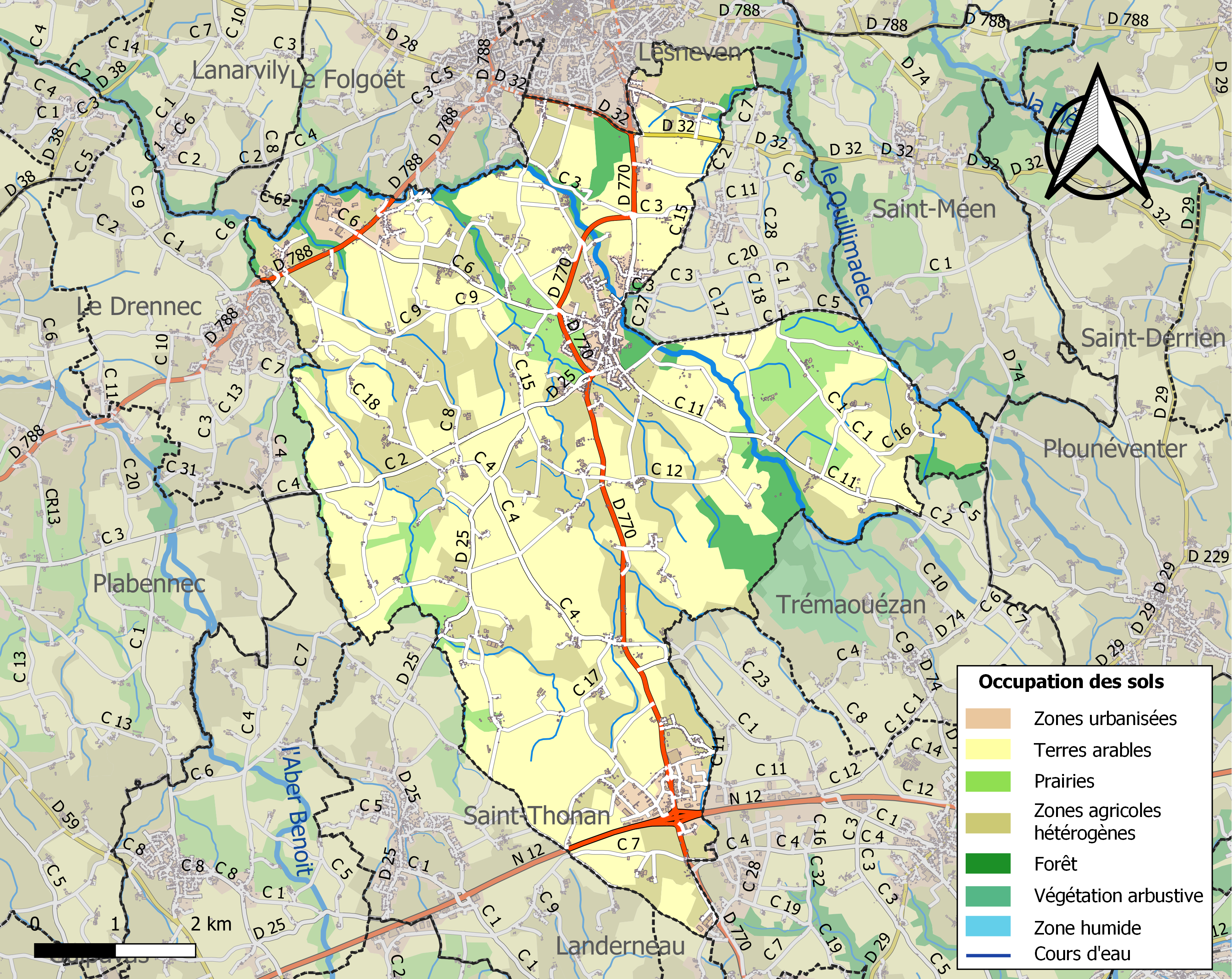
Kaart van de gemeente met belangrijkste infrastructuur, bodemgebruik en omliggende gemeenten

## Demografie
Onderstaande figuur toont het verloop van het inwonertal (bron: INSEE-tellingen).